# Targoem
Targoem (Hebreeuws: תרגום ,"vertaling"): aanduiding voor Aramese vertalingen van de Hebreeuwse delen van de Bijbel.

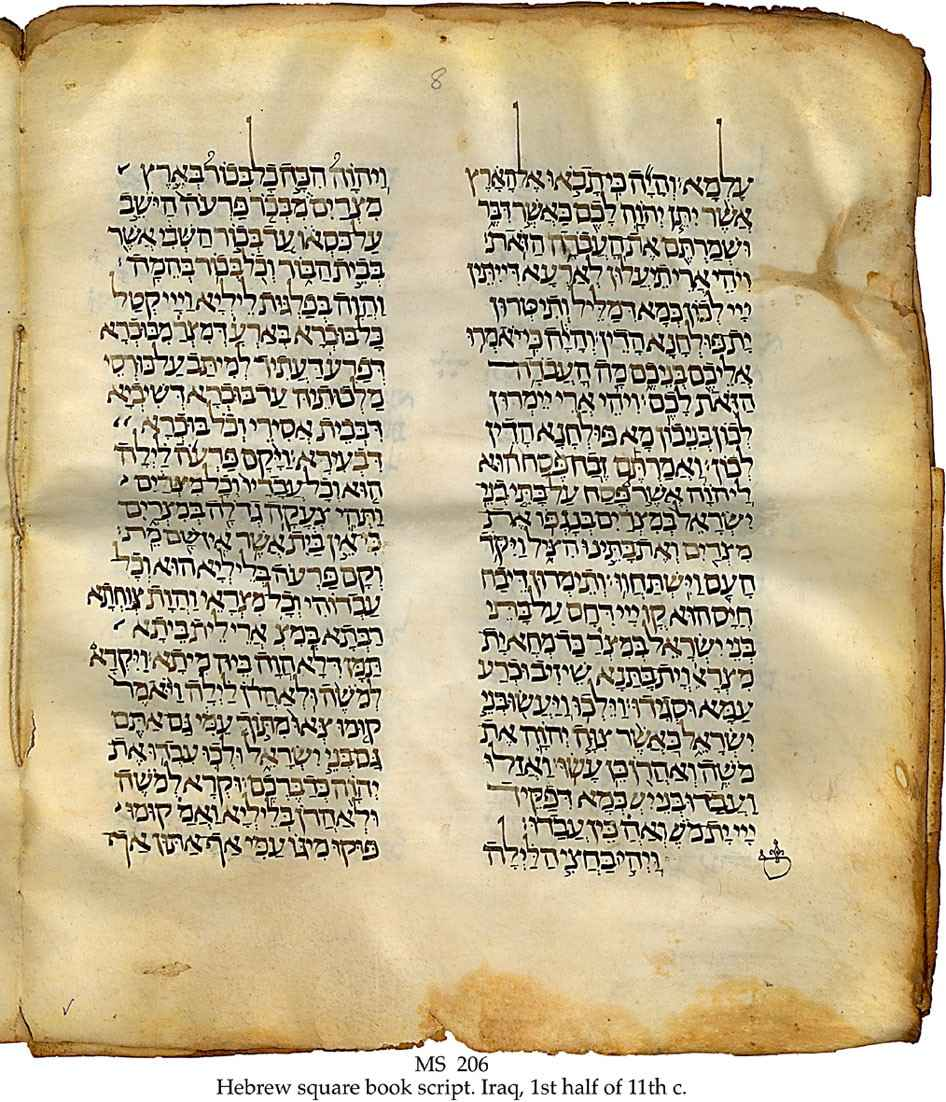
Hebreeuwse Bijbel met targoem uit de 11e eeuw; gevonden in Irak: maakt deel uit van de Schøyen Collectie.

De targoemvertalingen werden noodzakelijk toen de bewoners van Judea in het Perzische Rijk werden opgenomen en het aloude Hebreeuws opgaven ten gunste van het Aramees, de taal van de rijkskanselarij.
Soms worden de handschriften van de Targoems gebruikt in de tekstkritiek van de Bijbel om de oorspronkelijke tekst van een vers te achterhalen.

## Aard van de vertaling
De vertalingen zijn, voor onze begrippen, erg vrij. Een voorbeeld is het beroemde messiaanse vers Numeri 24:17-18:
Hebreeuws origineel (NBV):

Wat ik zie is niet in het heden, wat ik waarneem is niet nabij.
Een ster komt op uit Jakob, een scepter uit Israël.
Hij verbrijzelt Moab de slapen, de kinderen van Set slaat hij neer.
Het land van zijn vijand verovert hij, het land van Edom en Seïr.
Israël wordt machtig en sterk.

Targoem-Onkelos:

Wat ik zie is niet in het heden, wat ik waarneem is niet nabij.
Een ster komt op uit Jakob, een scepter uit Israël.
Een koning zal opstaan uit Jakob en tot messias van Israël worden gezalfd.
Hij zal de leiders van Moab verslaan en de hele mensheid regeren.

Door dit soort verschuivingen bieden de targoems buitengewoon waardevolle informatie over de interpretatie van de Hebreeuwse Bijbel door latere generaties.
Een van de bekendste voorbeelden is de Onkelos-Targoem.
Misjna · Tosefta · Baraita · Gemara · Talmoed · Kleine traktaten · Midrasj · Targoem · Responsa · Kabbala · Zohar